# Прямохоботники
Прямохоботники (лат. Zodion) — род двукрылых семейства большеголовок.

## Описание
Мухи длиной от 4 до 10 мм, тело покрыты сероватой пыльцой. Усики короткие, ариста располагается на его на спинной стороне. Хоботок изгибается только в одном месте (при основании). Задняя радиальная ячейка (R5) замкнута. Между субкостальной и первой радиальной жилками имеется поперечная жилка. На бочках груди над тазиками передних ног имеется пучок щетинок.

## Экология
Личинки паразиты пчёл и ос, в том числе на люцерновой пчеле листорезе. Имаго питаются на цветках растений, в том числе на Mentha, Iberis, Ranunculus, Taraxacum.

## Классификация
Род относят либо к подсемейству Myopinae либо Zodioninae. В мировой фауне 62 вида:
- Zodion abitus Adams, 1903
- Zodion affinis (Kröber, 1939)
- Zodion albifacies Van Duzee, 1927
- Zodion americanum Wiedemann, 1830
- Zodion analis Kröber, 1915
- Zodion andersoni Kröber, 1936
- Zodion aureopygium Kröber, 1915
- Zodion auricaudatum Williston, 1892
- Zodion bellum Camras, 2004
- Zodion bifasciatum Pearson & Camras, 1978
- Zodion brevistriatum Kröber, 1929
- Zodion caesium Becker, 1908
- Zodion californicum Camras, 1954
- Zodion canescens Parsons, 1940
- Zodion chvalai Camras, 2004
- Zodion cinereiventris Van Duzee, 1927
- Zodion cinereum (Fabricius, 1794)
- Zodion cyanescens Camras, 1943
- Zodion dibaphus Kröber, 1915
- Zodion discale Pearson & Camras, 1978
- Zodion erythrurum Rondani, 1865
- Zodion flavocaudatum Bigot, 1887
- Zodion flavostriatum Camras, 1953
- Zodion fulvifrons Say, 1823
- Zodion griseatum Pearson & Camras, 1978
- Zodion griseum Brunetti, 1923
- Zodion hauseri Stuke, 2014
- Zodion hispanicum Stuke, 2014
- Zodion intermedium Banks, 1916
- Zodion kroeberi Szilády, 1926
- Zodion longirostre Chen, 1939
- Zodion maculiventris Kröber, 1915
- Zodion malayensis Stuke, 2004
- Zodion marstoni Pearson & Camras, 1978
- Zodion mexicanum (Camras, 1979)
- Zodion montanum Brunetti, 1912
- Zodion neocaledonicum Stuke, 2015
- Zodion nigricorne Chen, 1939
- Zodion nigrifrons Kröber, 1915
- Zodion nigritarsis (Strobl, 1902)
- Zodion obliquefasciatum (Macquart, 1846)
- Zodion painteri (Camras, 1979)
- Zodion palpale Robertson, 1901
- Zodion pamirense Zimina, 1974
- Zodion parvis Adams, 1903
- Zodion perbellum Speiser, 1909
- Zodion perlongum Coquillett, 1902
- Zodion peruvianum Kröber, 1915
- Zodion pictulum Williston, 1885
- Zodion pictum Schiner, 1868
- Zodion pilosum Chen, 1939
- Zodion pruinosum (Szilády, 1926)
- Zodion punctipennis Kröber, 1915
- Zodion rossi Camras, 1957
- Zodion rufipes Chen, 1939
- Zodion sardeum Rondani, 1865
- Zodion simis Camras, 1953
- Zodion teutoniense Pearson & Camras, 1978
- Zodion triangularis Kröber, 1939
- Zodion triste Bigot, 1887
- Zodion vsevolodi Zimina, 1974
- Zodion zebrinum Bigot, 1887

## Распространение
Встречаются во всех зоогеографических областях, наибольшее разнообразие в Неотропической области (37 видов).